# Acreotrichus inappendiculatus
Acreotrichus inappendiculatus är en tvåvingeart som beskrevs av Jacques-Marie-Frangile Bigot 1892. Acreotrichus inappendiculatus ingår i släktet Acreotrichus och familjen svävflugor. Inga underarter finns listade i Catalogue of Life.